# SAP R/3
SAP R/3 és el nom anterior del programari de planificació de recursos empresarials produït per la corporació alemanya SAP AG (ara SAP SE). És un sistema d'informació per a tota l'empresa dissenyat per coordinar tots els recursos, la informació i les activitats necessàries per completar processos empresarials com ara el compliment de comandes, la facturació, la gestió de recursos humans i la planificació de la producció.
El programari successor actual de SAP R/3 es coneix com SAP S/4HANA.

## Història de SAP S/4HANA

### Versions anteriors
SAP R/2 va ser una suite de programari d'aplicacions empresarials basada en mainframe que va tenir molt èxit a la dècada de 1980 i principis de 1990. Va ser especialment popular entre les grans empreses multinacionals europees que requerien aplicacions empresarials suaus en temps real, amb capacitats integrades multimoneda i multiidioma.

### R/3
Amb l'arribada de la informàtica distribuïda client-servidor, SAP SE va presentar una versió client-servidor del programari anomenada SAP R/3 (la "R" era per al "processament de dades en temps real" i "3" era per a " 3- nivell ": 1) base de dades, 2) servidor d'aplicacions i 3) client (SAPgui)). Aquesta nova arquitectura és compatible amb múltiples plataformes i sistemes operatius, com Microsoft Windows o UNIX. Això va obrir SAP a una base de clients totalment nova.
SAP R/3 es va llançar oficialment el 6 de juliol de 1992. Durant la dècada de 1990 es van fer diverses versions del programari.
L'any 2004 es va publicar una versió més nova del programari, amb una arquitectura tècnica revisada, i es va rebatejar com a SAP ERP Central Component (ECC). SAP va arribar a dominar el mercat d'aplicacions de grans empreses. La versió més recent del producte és SAP ECC 6.0 Enhancement Pack 8.
SAP ECC és el component bàsic de la suite empresarial de SAP (una col·lecció d'aplicacions que inclou SAP CRM, SAP SCM i altres, juntament amb el component ECC). SAP ECC conté funcionalitats diferents, però integrades, dins dels seus "mòduls", per exemple, mòdul de finances, mòdul de recursos humans, gestió de magatzems, etc., tot dins de l'ECC). La complexitat combinada de la Business Suite, juntament amb els nous competidors al núvol, ha fet que en els últims anys SAP inverteixi molt en la simplificació i la millora massiva dels temps de resposta del sistema, que va culminar amb l'anunci de la S/4 Simple Suite el febrer de 2015. S/4 té una arquitectura d'inquilí únic i s'està construint sobre la pila de tecnologia de bases de dades en memòria (HANA) de SAP i estarà disponible en una selecció de desplegament en el núvol i local. L'arquitectura clàssica de tres nivells i independent de la base de dades de R/3 es substitueix per una arquitectura de dos nivells.

## Organització del programari
SAP R/3 es va organitzar en mòduls funcionals diferents, que cobrien les funcions típiques d'una organització empresarial. Els mòduls més utilitzats van ser Finances i Controlling (FICO), Recursos Humans (RH), Gestió de Materials (MM), Vendes i Distribució (SD) i Planificació de la Producció (PP).
Cada mòdul s'encarregava de tasques empresarials específiques per si mateix, però estava vinculat a la resta de mòduls, si escau. Per exemple, una factura de la transacció de facturació de Vendes i distribució passaria a la comptabilitat, on apareixerà als comptes a cobrar i al cost de les mercaderies venudes.
SAP normalment es va centrar en les metodologies de millors pràctiques per impulsar els seus processos de programari, però més recentment s'ha expandit als mercats verticals. En aquestes situacions, SAP va produir mòduls especialitzats (anomenats IS o Específics de la indústria) orientats a un segment de mercat concret, com ara els serveis públics o el comerç minorista.

## Tecnologia
SAP va basar l'arquitectura de R/3 en una estructura client/servidor de tres nivells:
1. Capa de presentació (GUI)
2. Capa d'aplicació
3. Capa de base de dades

### Capa de presentació
SAP permet el processament amb suport informàtic d'una multitud de tasques que es produeixen en una empresa típica. El programari SAP ERP més recent difereix de R/3 principalment perquè es basa en SAP NetWeaver: els components bàsics es poden implementar en ABAP i en Java i les noves àrees funcionals ja no es creen majoritàriament com a part del sistema ERP anterior, amb components estretament interconnectats., sinó com a components autònoms o fins i tot sistemes.

### Servidor d'aplicacions
Aquest servidor conté les aplicacions SAP. En sistemes amb dues capes, aquest servidor forma part del servidor de bases de dades. El servidor d'aplicacions es pot configurar per a usuaris en línia, per al processament en segon pla o per a tots dos.

### Seguretat
Les comunicacions de servidor a servidor es poden xifrar amb la biblioteca criptogràfica SAP. Amb l'adquisició de parts rellevants de SECUDE, SAP va poder proporcionar biblioteques criptogràfiques amb SAP R/3 per a Secure Network Communications i Secure Sockets Layer.